# Bradamante
(Ludovico Ariosto, Orlando Furioso, canto II, ottava 31)
Bradamante è un personaggio immaginario femminile che compare nei poemi cavallereschi Orlando innamorato di Matteo Maria Boiardo e Orlando furioso di Ludovico Ariosto. La sua figura verrà ripresa nel romanzo Il cavaliere inesistente di Italo Calvino e in molte opere liriche, due delle quali composte da Antonio Vivaldi: Orlando furioso e Orlando.
La bella e forte Bradamante è descritta da Ariosto come la più coraggiosa e valorosa guerriera donna del poema, che supera per coraggio molti dei suoi compagni maschi. Ella è paladina di Francia, figlia del Duca Amone (fratello di Milone) e di Beatrice (figlia del duca Namo di Baviera), nonché sorella di Rinaldo e cugina di Orlando. Nel canto XXIII dell'Orlando Furioso, si vede Beatrice aspettarla, un po' preoccupata, nel feudo di Montalbano.
Dopo molte vicissitudini finalmente Bradamante sposerà il suo amato Ruggiero, divenuto re di Bulgaria  e vassallo dell'impero Bizantino. Dall'unione della casa di Chiaramonte (Bradamante) con quella di Mongrana (Ruggiero) avrà origine la casa d'Este, rappresentata all'epoca di Ariosto da Ippolito d'Este, destinatario dell'opera stessa; sia i Chiaramonte che i Mongrana discendono, per rami diversi, da Astianatte, il figlio di Ettore.

## Bradamante nell'Orlando innamorato

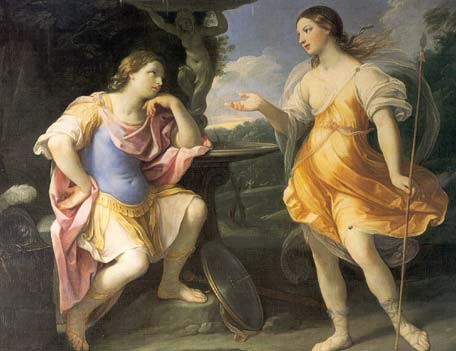
Guido Reni, Bradamante e Fiordispina, 1632-1635

Bradamante giunge in difesa di Parigi e si scontra col comandante saraceno Rodomonte, re di Algeri. Durante lo scontro sopraggiunge Ruggiero che annuncia alla paladina che i cristiani sono in fuga e che Carlo Magno, re di Francia, è in pericolo: dato che Rodomonte non consente a Bradamante di andare in soccorso del re, Ruggiero attacca il saraceno, scatenando in tal modo una zuffa. In seguito i due si incontrano di nuovo, e Bradamante rivela a Ruggiero di essere la sorella di Rinaldo.
Presto Bradamante e Ruggiero finiscono per innamorarsi, ma sono costretti a dividersi a causa di un assalto (nel quale Bradamante stessa viene ferita) da parte di alcuni soldati saraceni. In seguito, Bradamante viene informata da un eremita, dal quale Ruggiero, che è partito per la Francia, si fa tagliare i capelli; la guerriera Fiordispina, vedendola dormire senza l’elmo, la crede un uomo e si innamora di lei (l'episodio verrà ripreso nel XXV canto dell'Orlando furioso). Bradamante decide dunque di diventare il cavaliere di Fiordispina in cambio del suo cavallo.

## Bradamante nell'Orlando Furioso

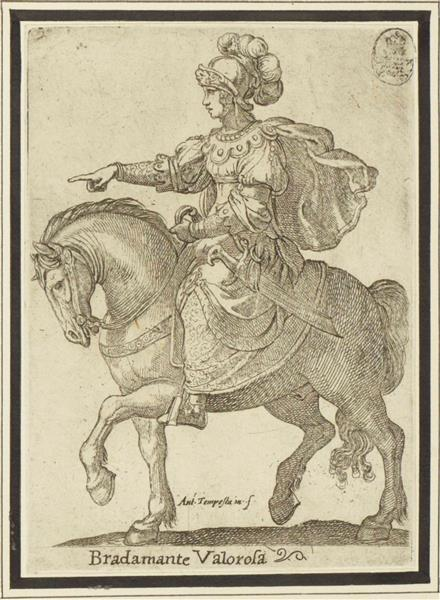
Bradamante Valorosa (1597), incisione di Antonio Tempesta

Bradamante, dopo essere stata aiutata dalla Maga Melissa che l'ha liberata dalla buca in cui il traditore Pinabello l'aveva fatta cadere per aver scoperto che lei appartiene ad una casata nemica, apprende che Ruggiero è tenuto prigioniero da Atlante (il mago che aveva allevato l'eroe) nel suo palazzo. Allora ruba a Brunello l'anello fatato già rubato ad Angelica e sfida il mago a duello. Questi combatte a cavallo dell'Ippogrifo, con un libro da cui legge incantesimi in una mano ed uno scudo che è in grado di abbagliare l'avversario.
Poiché l'anello rende chi lo indossa immune a qualsiasi incantesimo, la guerriera riesce ad avere la meglio sul mago Atlante fingendosi stordita e facendogli abbassare la guardia. Quindi chiede al mago che Ruggiero sia liberato e Atlante le spiega le sue motivazioni; alla fine lei decide di non ucciderlo per pietà. La donna libera così tutte le persone nel castello sui Pirenei, tuttavia Atlante gioca la sua ultima carta e fa rapire Ruggiero dall'ippogrifo, che lo trasporta lontano. Saputo poi che il suo amato è insidiato da Alcina, Bradamante gli fa avere l'anello magico. 
Successivamente Bradamante, suggestionata da una visione di Ruggiero in pericolo, viene rinchiusa nel secondo palazzo di Atlante. Liberata insieme a Ruggiero da Astolfo, fa promettere all'amato di convertirsi al Cristianesimo. Lungo la strada incontrano una donna, che racconta loro di un giovane che sta per essere arso sul rogo. I due amanti partono per aiutarlo, ma Bradamante, attirata dalla voglia di vendicarsi su Pinabello, che riuscirà a uccidere, perde di vista Ruggiero. In seguito scopre che l'amato era stato ferito e curato dalla guerriera musulmana Marfisa e che presto i due si sposeranno. A questo punto Bradamante va alla ricerca di Ruggiero. 
L'eroina incontra Fiordiligi e la aiuta, sconfiggendo a duello Rodomonte e costringendo costui a liberare Brandimarte. Poi sfida e sconfigge Serpentino, Grandonio e Ferraù. Segue un'aspra battaglia prima tra Bradamante e Marfisa, poi tra gli schieramenti cristiani e saraceni, quindi di nuovo tra Bradamante e Marfisa, e infine tra Ruggiero e Marfisa. Proprio quando Ruggiero sta per uccidere Marfisa, viene fermato dallo spirito di Atlante (che era morto di dolore dopo la liberazione dell'eroe) che gli rivela che Marfisa in verità altri non è che sua sorella.
I guai non sono tuttavia ancora finiti. Bradamante, Ruggiero e Marfisa collaborano per aiutare alcune dame, tra cui Ullania, sconfiggendo il loro nemico Marganorre. Ruggiero fa quindi ritorno presso Agramante e viene costretto a combattere contro Rinaldo. Nella battaglia che ne segue, Bradamante e Marfisa fanno strage di saraceni e mettono in fuga l'intero esercito di Agramante.

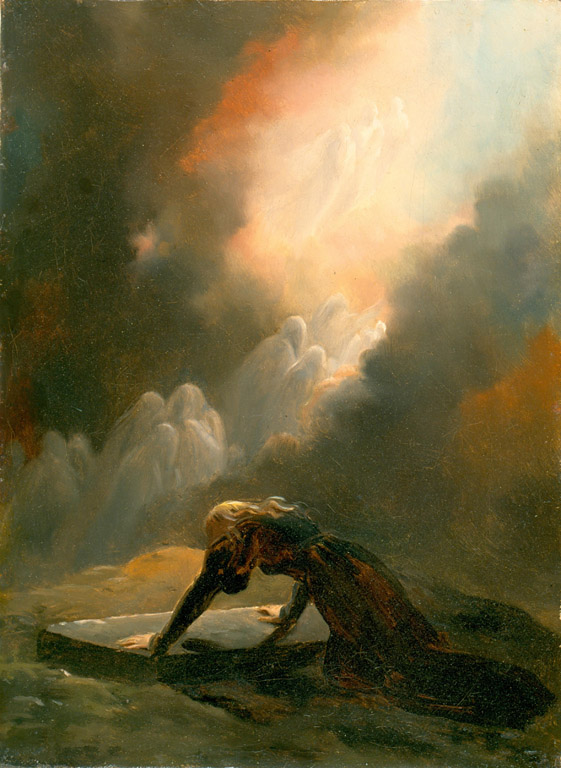
Bradamante sulla tomba di Merlino (1820 circa) di Alexandre-Évariste Fragonard

Amone, padre di Bradamante, si dichiara contrario al matrimonio tra Bradamante e Ruggiero, preferendo vedere sua figlia sposata al principe bizantino Leone.  Bradamante convince Carlo Magno ad indire un torneo: lei si darà in sposa solo a chi saprà resistere in duello dall'alba al tramonto. Intanto Leone ha liberato Ruggiero dalla prigione di suo padre Costantino, guadagnandosi la sua fedeltà. Ruggiero si trova quindi costretto a sfidare Bradamante in nome di Leone. Alla fine i due innamorati riescono a sposarsi, avendo Leone rinunciato alla mano di Bradamante. Ruggero, dopo essersi convertito al Cristianesimo, diventerà anche paladino di Carlo Magno.
Nel poema viene rivelato che dal matrimonio discenderà la casa degli Estensi. Questo è un panegirico a Ippolito d'Este offerto da Ariosto (e inventato prima da Boiardo sempre per gli Este), nonostante tra i due i rapporti fossero molto burrascosi. Vi sono molte lodi e descrizioni degli Este discendenti da Bradamante e Ruggiero: un esempio è il discorso di Melissa nella grotta di Merlino nel canto terzo.
Si profetizza inoltre che Ruggiero morirà sette anni dopo la sua conversione (il motivo per cui Atlante voleva tenerlo lontano dal mondo); in altri testi del ciclo carolingio Ruggiero verrà infatti ucciso ad opera di un maganzese durante la gravidanza di Bradamante, e il tradimento non sarà manifesto alla moglie e alla sorella Marfisa per molto tempo, ma quando lo diventerà le due in gran clamore distruggeranno la città di Pontieri, feudo del traditore Gano di Maganza.

## Nella cultura di massa

### Nell'opera lirica
- La liberazione di Ruggiero dall'isola d'Alcina, opera comica in quattro scene di Francesca Caccini, eseguita per la prima volta il 3 febbraio 1625 alla Villa medicea del Poggio Imperiale a Firenze, su un libretto di Ferdinando Saracinelli
- Il palazzo incantato, opera in un prologo e tre atti su libretto di Giulio Rospigliosi, futuro papa Clemente IX (prima rappresentazione nel 1642)
- Bradamante, opera del compositore francese Louis Lacoste eseguita per la prima volta all'Opéra national de Paris il 2 maggio 1707
- Alcina delusa da Ruggero, musiche di Tomaso Albinoni, libretto di A. Marchi, 1725
- Orlando furioso, musiche di Antonio Vivaldi, libretto di Grazio Braccioli, 1727
- Orlando furioso, opera seria con musica di Antonio Vivaldi rappresentata la prima volta nel novembre 1727 al Teatro Sant'Angelo di Venezia
- Alcina, musiche di Georg Friedrich Händel, libretto adattato da uno precedente di A. Fanzaglia, 1735
- Ruggiero, musiche di Pietro Alessandro Guglielmi, libretto di C. Mazzolà, 1769
- Il Ruggiero, ovvero L'eroica gratitudine, musiche di Johann Adolf Hasse, libretto di Pietro Metastasio, 1771

### Nell'arte
- Nel salone d'onore del Palazzo ducale di Modena è raffigurata l'apoteosi celeste dell'eroina, incoronata e celebrata come capostipite degli Estensi.

### Nei media
- Nel romanzo del 1959 Il cavaliere inesistente di Italo Calvino, Bradamante è la narratrice e uno dei personaggi principali. Nel film omonimo del 1971 è interpretata da Lana Ruzickova.
- Nello spettacolo teatrale del 1969 e nello sceneggiato televisivo del 1975, entrambi diretti da Luca Ronconi, Bradamante è interpretata da Edmonda Aldini.
- Nel film del 1983 I paladini: storia d'armi e d'amori, Bradamante è interpretata da Barbara De Rossi.

## Curiosità
- Nelle due opere liriche vivaldiane basate sul Furioso, Bradamante cerca di ingannare Alcina spacciandosi per altri personaggi ariosteschi, non presenti in esse: Olimpia nell' Orlando e addirittura il giovane Ardalico nell' Orlando furioso. In quest'ultima dunque la somiglianza fisica, che accosta due personaggi di sesso differente, sembra suggerire un volto androgino per Ardalico.